# Nieznajome dni
Nieznajome dni – siódmy album studyjny polskiej piosenkarki Danuty Stankiewicz wydany w 1996 roku pod pseudonimem Lolita nakładem wytwórni Blue Star.

## Lista utworów
1. Nieznajome dni (Igor Nikołajew - Anna Warecka)
2. Blue Star (Robert Obcowski - Janusz Kondratowicz)
3. Coś podobnego [Po co mi, na co mi] (Władimir Kuźmin - Jacek Korczakowski)
4. Wernisaż (Raimonds Pauls - Jacek Bukowski)
5. Trzynastego (Ryszard Poznakowski - Janusz Kondratowicz)
6. Jesienią nie lubię być sama (Jerzy Suchocki - Jacek Bukowski)
7. Moje serce ze szkła (Robert Obcowski - Janusz Kondratowicz)
8. Jadwiga i rydze (trad. - trad.)
9. Na parkiecie super dance (Robert Obcowski - Krzysztof Tadeusz Zawadzki)
10. Nadchodzi świt (Ryszard Szeremeta - Anna Warecka)
11. Serduszko puka w rytmie cza-cza (Romuald Żyliński - Janusz Odrowąż)
12. A jednak czasem mi żal (Marian Zimiński - Janusz Kondratowicz, Anna Gmitrzuk)
13. Skrzypek na dachu (Raimonds Pauls - Jacek Korczakowski)
14. Szesnaście lat (Ryszard Sielicki - Mirosław Łebkowski, Stanisław Werner)

## Charakterystyka albumu
Album Nieznajome dni Danuty Stankiewicz to kompilacja wcześniej wylansowanych, jak i premierowych piosenek z repertuaru artystki nagranych na nowo w stylu disco polo/dance. Na płycie znalazło się sześć piosenek z pierwszej płyty artystki, oraz trzy piosenki z jej szóstego albumu, wszystkie one zostały nagrane na nowo, tak aby cały album był spójny w brzmieniu. Wydaniem płyty zajęła się wytwórnia Blue Star, natomiast nagranie i zaaranżowanie wszystkich utworów miało miejsce w Studio Play & Mix w Warszawie. Płytę promowały single: Blue Star, Nieznajome dni, oraz Na parkiecie super dance. Album oryginalnie ukazał się w formie płyty kompaktowej (Blue Star BSCD 050), oraz kasety magnetofonowej (Blue Star BS 294). 31 października 2019 album miał swoją premierę w serwisach streamingowych. Płyta Nieznajome dni stanowi pierwszy album wydany przez Danutę Stankiewicz pod pseudonimem Lolita, który rozpoczął projekt występów artystki w stylu disco polo.

## Muzycy
- Danuta Stankiewicz (Lolita) – śpiew
- Witold Mix, Dariusz Play – instrumenty klawiszowe

## Realizatorzy
- Zdjęcie na okładce – Krzysztof Walczak
- Projekt graficzny – Krzysztof Walczak